# Edmond Le Bœuf
Pour les articles homonymes, voir Edmond et Le Bœuf.
Ne doit pas être confondu avec Edmond Lebœuf.
Edmond Le Bœuf, né à Paris le 5 décembre 1809 et mort le 7 juin 1888 au château du Moncel à Bailleul dans l'Orne, est un général et un homme politique français, élevé à la dignité de maréchal de France. 
Polytechnicien, il se distingue comme officier d'artillerie au cours de la conquête de l'Algérie, de la guerre de Crimée puis de la campagne d'Italie en 1859. Élevé à la dignité de grand-croix de la Légion d'honneur en 1866 puis décoré de la médaillé militaire en 1867, il est nommé ministre de la Guerre en 1869 par Napoléon III puis fait maréchal de France et nommé sénateur du Second Empire en 1870. Durant la guerre de 1870, il est major général de l'armée du Rhin puis commande le 3e corps d'armée.

## Biographie

### Famille
Il est le fils de Jean-Claude Le Bœuf, maître des requêtes au Conseil d'État et directeur de la comptabilité de la grande chancellerie de la Légion d'honneur.
Il est le beau-père du général Arsène d'Aubigny (1832-1912).

### Études
Il étudie à l’École polytechnique puis à l'École d'application de l'artillerie et du génie de Metz.

### Conquête de l'Algérie (1837-1841)
Nommé lieutenant en 1833 puis capitaine en 1837, il est envoyé en Algérie en août. Au cours des expéditions liées à la conquête de l’Algérie, il est un remarquable officier d'artillerie. Il participe au siège de Constantine en octobre  1837 et sa conduite lui vaut d'être nommé chevalier de la Légion d'honneur. Après les expéditions de Médéa et Milianah, il est promu officier de la Légion d'honneur en juin 1840. Il rentre en France en février 1841. 
Il est promu chef d’escadron en 1846 et affecté à la direction de l’école polytechnique en 1848. Il est promu lieutenant-colonel en 1850 puis colonel du 14e régiment d'artillerie en 1852.

### Guerre de Crimée
Nommé général de brigade en novembre 1854 durant la guerre de Crimée, il commande l’artillerie du 1er corps au siège de Sébastopol (1854-1855). Il est promu commandeur de la Légion d'honneur en août 1855 puis de retour à Paris, il est promu général de division en 1857.

### Campagne d'Italie (1859)
Lors de la campagne d'Italie de 1859, il est affecté au Grand Quartier Général de l’armée en tant que commandant en chef de l’artillerie sous les ordres du maréchal Vaillant, major-général. En récompense de sa conduite, il est élevé à la dignité de grand officier de la Légion d'honneur le 25 juin 1859.

### Président du comité de l’Artillerie
Il devient ensuite aide de camp de Napoléon III, puis président du comité de l’Artillerie de 1864 à 1866. Dès lors, il ne quitte pas le cercle restreint des généraux siégeant aux diverses commissions d’études de l’armée. Ses avis ne sont pas toujours judicieux,. Parmi les mesures discutables dont il porte la responsabilité, on peut citer la diminution des réglages de distances d’éclatement des obus à shrapnell, principales munitions de l’artillerie de campagne. L’effet sur la précision des batteries françaises au cours de la campagne de 1870 allait en être particulièrement désastreux,,. 
En 1866, après la Troisième guerre d'indépendance italienne, l'Autriche doit céder la Vénétie à la France, qui la rétrocède à l’Italie. Edmond Le Bœuf est délégué impérial lors de la remise de la province au roi Victor Emmanuel.
Le 21 décembre 1866, il est élevé à la dignité de grand-croix de la Légion d'honneur puis  le 28 décembre 1867 il est décoré de la médaille militaire en tant qu'officier général. 

### Ministre de la Guerre
Au début de 1869, il prend le commandement du VIe corps à Toulouse qu’il quitte huit mois plus tard, devenant ministre de la Guerre à la suite du décès du maréchal Niel. Confirmé dans sa fonction par le cabinet d’Émile Ollivier, il atteint l’apogée de sa carrière lors de son élévation à la dignité de maréchal et de sa nomination comme sénateur du Second Empire en mars 1870.
Les douze mois d’activités d’Edmond Le Bœuf à la tête du ministère de la Guerre laissent une impression d’inachevée et sont sévèrement jugés par les historiens militaires,. Contrairement à son prédécesseur, le maréchal Le Bœuf cherche constamment à ménager Napoléon III et à s’éviter tout conflit avec un corps législatif peu enclin à augmenter les dépenses militaires,. Selon Charles Thoumas, alors sous ses ordres au bureau de l’artillerie, Edmond Le Bœuf n’était pas convaincu de l’imminence d’une guerre avec la Prusse. Il se borne à superviser l’évolution des effectifs en hommes ainsi que la gestion des matériels et munitions. Malheureusement, il ne se soucie guère des aspects techniques liés à leurs acheminements en temps de guerre,, se reposant trop, pour cela, sur les différents bureaux du ministère. Il prend le contre-pied des mesures de mobilisation de son prédécesseur et laisse la routine se réinstaller dans le ministère. Enfin il ne fait rien pour accélérer l’équipement et la mise sur pied de la garde nationale mobile crée par Niel.

### Guerre de 1870
Le 19 juin 1870, tout en gardant son portefeuille de la guerre, il est nommé major-général de l'armée du Rhin, un poste aux contours mal définis sachant que, selon la constitution, le chef de l'armée est Napoléon III. 
Ses déclarations trop optimistes sur l’état de préparation de l’armée engagent indéniablement sa responsabilité dans la déclaration de la guerre contre la Prusse le 15 juillet 1870,. Dès l'entrée en guerre, pris entre un empereur malade et apathique et les principaux chefs de l’armée (Mac-Mahon, Frossard, Bazaine) il ne sait pas imposer l’adoption d’un plan de campagne suffisamment élaboré,. Après la pagaille de la mobilisation et les premiers revers face aux Prussiens, Edmond Le Bœuf est relevé de ses fonctions le 12 août 1870.  
Lorsque la direction de l’armée est confiée à Bazaine, il reçoit le commandement du IIIe Corps en remplacement du général Decaen, mortellement blessé à Borny. Au cours des combats autour de Metz (16-18 août 1870) et malgré sa bravoure habituelle, il montre les mêmes limites tactiques que la plupart des généraux français, figés dans les certitudes de la campagne d’Italie en 1859,,.
Enfermé dans Metz avec le reste de l’armée, il s’oppose à Bazaine et à toute idée de reddition. Le 29 octobre 1870, il est emmené en Prusse comme prisonnier de guerre. Libéré après l'armistice du 28 janvier 1871, il est convoqué en tant que témoin devant deux commissions d'enquête du gouvernement de la IIIe République à la fin de 1871. Il rend Bazaine seul responsable de la reddition de l'armée du Rhin et n'est pas inquiété. 
Il se retire ensuite dans son château du Moncel à Bailleul près d’Argentan dans l'Orne. 
Il est enterré à Bailleul, dans sa chapelle personnelle.

## Citations
Ministre de la Guerre durant la guerre franco-prussienne de 1870, il affirme : « Nous sommes prêts et archiprêts. La guerre dut-elle durer deux ans, il ne manquerait pas un bouton de guêtre à nos soldats ».

## Décoration
- Médaille militaire (28 décembre 1867)
- Grand-croix de la Légion d'honneur (21 décembre 1866)

### Sources contemporaines
- « Edmond Le Bœuf », dans Adolphe Robert et Gaston Cougny, Dictionnaire des parlementaires français, Edgar Bourloton, 1889-1891 [détail de l’édition]
- (en) « Edmond Le Bœuf », dans Encyclopædia Britannica [détail de l’édition], 1911 (lire sur Wikisource).
- « Notice nécrologique » dans Revue d'artillerie, Volume 32, Berger-Levrault, 1888, pp. 399-402. Lire en ligne.

### Sources modernes
- Éric Anceau et Valentine Charles, « Edmond Le Bœuf  » in Les ministres de la Guerre, 1792-1870, Presses universitaires de Rennes, 2018, pp. 451-456. Lire en ligne